# Aphis rostellum
Aphis rostellum är en insektsart. Aphis rostellum ingår i släktet Aphis och familjen långrörsbladlöss. Inga underarter finns listade i Catalogue of Life.